# Lamine Diaby-Fadiga
Mohamed Lamine Diaby-Fadiga (Grasse, 19 gennaio 2001) è un calciatore francese, attaccante del Raków Częstochowa.

## Caratteristiche tecniche
È un centravanti che ha nelle caratteristiche fisiche la sua arma migliore dotato anche di una buona abilità nel gioco aereo e di buone doti di finalizzazione 

## Carriera

### Club
Cresciuto nel settore giovanile del Nizza, ha esordito in prima squadra il 7 dicembre 2017 disputando l'incontro di Europa League perso 1-0 contro il Vitesse.
A settembre 2019 l'attaccante della squadra giovanile si è reso colpevole del furto di un prezioso orologio ai danni del calciatore della prima squadra Kasper Dolberg, in seguito all'accaduto la società francese ha provveduto alla rescissione del contratto.
Il 2 ottobre ha firmato un contratto quadriennale con il Paris FC, club di seconda divisione.
Nel giugno del 2024, alla scadenza del contratto con il Paris FC si trasferì al Jagiellonia, campione di Polonia in carica.

### Nazionale
Ha giocato nelle nazionali giovanili francesi Under-16, Under-17 ed Under-18.

## Statistiche
Statistiche aggiornate al 6 ottobre 2024.

### Presenze e reti nei club
| Stagione        | Squadra         | Campionato      | Campionato | Campionato | Coppe nazionali | Coppe nazionali | Coppe nazionali | Coppe continentali | Coppe continentali | Coppe continentali | Altre coppe | Altre coppe | Altre coppe | Totale | Totale | Totale |
| Stagione        | Squadra         | Comp            | Pres       | Reti       | Comp            | Pres            | Reti            | Comp               | Pres               | Reti               | Comp        | Pres        | Reti        | Pres   | Reti   |        |
| --------------- | --------------- | --------------- | ---------- | ---------- | --------------- | --------------- | --------------- | ------------------ | ------------------ | ------------------ | ----------- | ----------- | ----------- | ------ | ------ | ------ |
| 2017-2018       | Nizza 2         | N2              | 4          | 1          | -               | -               | -               | -                  | -                  | -                  | -           | -           | -           | 4      | 1      |        |
| 2018-2019       | Nizza 2         | N2              | 10         | 2          | -               | -               | -               | -                  | -                  | -                  | -           | -           | -           | 10     | 2      |        |
| lug.-set. 2019  | Nizza 2         | N3              | 1          | 0          | -               | -               | -               | -                  | -                  | -                  | -           | -           | -           | 1      | 0      |        |
| Totale Nizza 2  | Totale Nizza 2  | Totale Nizza 2  | 15         | 3          |                 | -               | -               |                    | -                  | -                  |             | -           | -           | 15     | 3      |        |
| 2017-2018       | Nizza           | L1              | 0          | 0          | CF+CdL          | 0               | 0               | UEL                | 1                  | 0                  |             | -           | -           | 1      | 0      |        |
| 2018-2019       | Nizza           | L1              | 6          | 0          | CF+CdL          | 0               | 0               | -                  | -                  | -                  | -           | -           | -           | 6      | 0      |        |
| Totale Nizza    | Totale Nizza    | Totale Nizza    | 6          | 0          |                 | 0               | 0               |                    | 1                  | 0                  |             | -           | -           | 7      | 0      |        |
| 2019-2020       | Paris FC        | L2              | 11         | 0          | CF+CdL          | 2+0             | 2+0             | -                  | -                  | -                  | -           | -           | -           | 6      | 2      |        |
| 2020-2021       | Paris FC        | L2              | 6+1        | 0          | CF              | 0               | 0               | -                  | -                  | -                  | -           | -           | -           | 7      | 0      |        |
| 2021-2022       | Paris FC        | L2              | 2          | 0          | CF              | 2               | 3               | -                  | -                  | -                  | -           | -           | -           | 4      | 3      |        |
| 2021-2022       | Paris FC 2      | N3              | 6          | 2          | -               | -               | -               | -                  | -                  | -                  | -           | -           | -           | 6      | 2      |        |
| 2022-2023       | Eindhoven       | EED             | 24+2       | 2+0        | CO              | 1               | 0               | -                  | -                  | -                  | -           | -           | -           | 27     | 2      |        |
| 2023-2024       | Paris FC        | L2              | 24         | 4          | CF              | 3               | 3               | -                  | -                  | -                  | -           | -           | -           | 27     | 7      |        |
| Totale Paris FC | Totale Paris FC | Totale Paris FC | 43+1       | 4+0        |                 | 7               | 8               |                    | -                  | -                  |             | -           | -           | 51     | 12     |        |
| 2024-2025       | Jagiellonia     | EK              | 10         | 2          | CP              | 0               | 0               | UCL+UEL+UECL       | 3+2+0              | 0                  | -           | -           | -           | 15     | 2      |        |
| Totale carriera | Totale carriera | Totale carriera | 107        | 13         |                 | 8               | 8               |                    | 6                  | 0                  |             | -           | -           | 121    | 21     |        |